# Краксен
Лазня Краксен (нім. kraxen) в перекладі з німецької мови - великий рюкзак або кошик, які переносяться за спиною. Різновид цієї лазні походить від назви кошика, за допомогою якого, з гірських альпійських луків в долину переносили сіно і стародавніх традицій паріння у мешканців гірського масиву Альп. Миття і пропарювання починалося, коли члени родини збиралися навколо теплої грубки в спеціальній теплій ніші, наповненій свіжим сіном. Змочуючи нагріту грубу водою можна було отримати ароматну, лікувальну пару, яка насичувалася лікувальними властивостями альпійських рослин. 

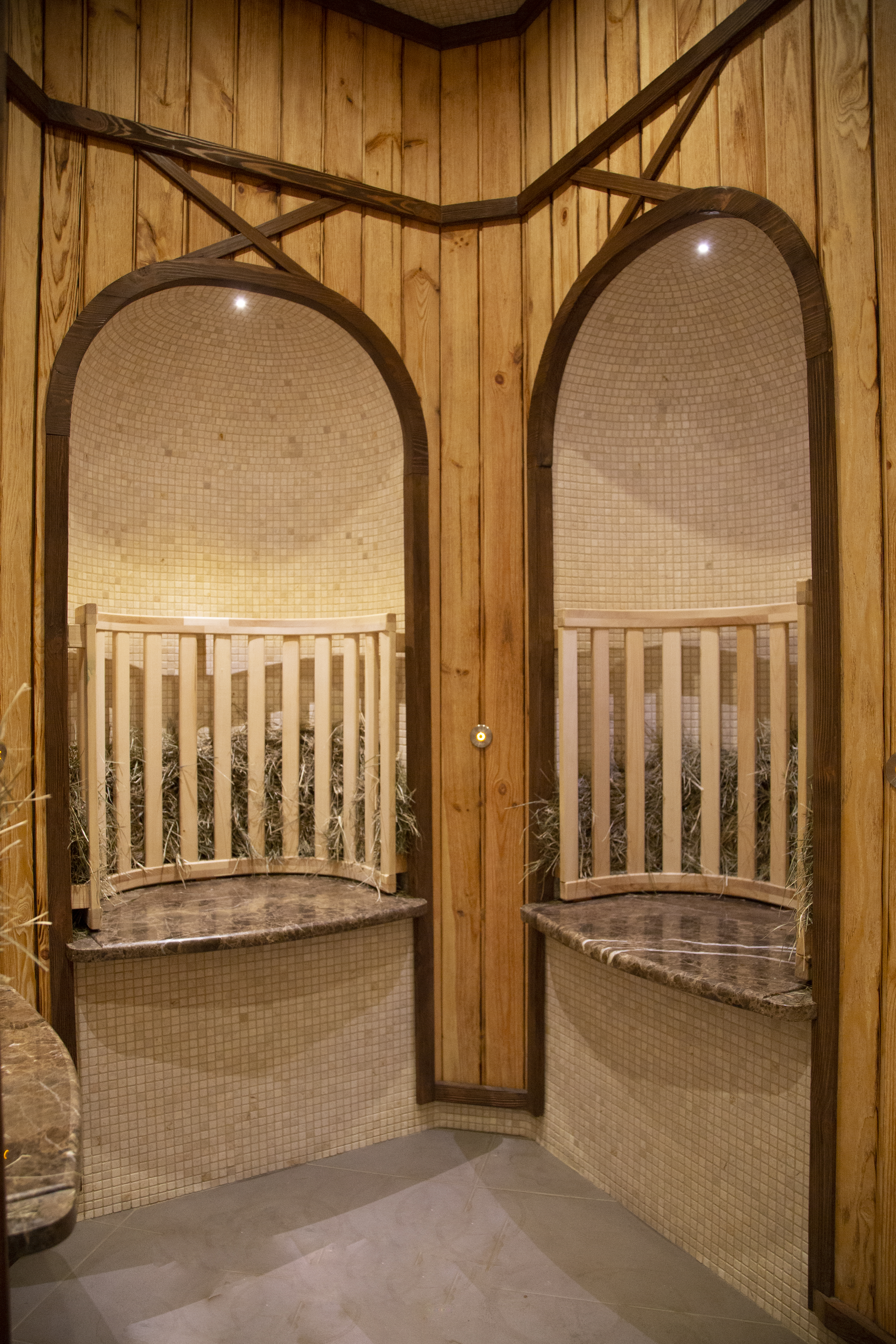
Сучасний варіант Альпійскої лазні "Краксен"

Сучасна Лазня Краксен це приміщення яке облаштоване сидіннями, що розташовані в нішах із спинним ґратками, за якими розміщується альпійське сіно. Відвідувач не має прямого контакту з травами, тому немає необхідності їх постійно змінювати. Пара проходить крізь сіно і подається локально в зону спини, боків, шиї, область тазу. З метою комплексного впливу від гарячої пари, відвідувача накривають спеціальним простирадлом.